# Hall of Fame Tennis Championships 1994
L'Hall of Fame Tennis Championships 1994 è stato un torneo di tennis giocato sull'erba. 
È stata la 19ª edizione dell'Hall of Fame Tennis Championships,
che fa parte della categoria World Series nell'ambito dell'ATP Tour 1994.
Si è giocato all'International Tennis Hall of Fame di Newport negli Stati Uniti, dal 4 all'11 luglio 1994.

## Campioni

### Singolare
David Wheaton ha battuto in finale  Todd Woodbridge con il punteggio di 6–4, 3–6, 7–6(5)

### Doppio
Alex Antonitsch /  Greg Rusedski hanno battuto in finale  Kent Kinnear /  David Wheaton con il punteggio di 6–4, 3–6, 6–4